# كأس فرنسا 1961–62
كأس فرنسا 1961–62 (بالفرنسية: Coupe de France de football 1961-1962) هو موسم من كأس فرنسا. أشرف على تنظيمه اتحاد فرنسا لكرة القدم، وفاز فيه نادي سانت إتيان.